# فرانس ميديا موند
فرانس ميديا موند (بالفرنسية: France Médias Monde) هي شركة فرنسية قابضة مملوكة للدولة تشرف على وتنسق أنشطة المؤسسات الإعلامية العامة الكبرى التي تبث أو تنشر دوليًا من فرنسا.
الشركات التابعة للشركة هي راديو فرنسا الدولي ومونت كارلو الدولية، والقناة الإخبارية التلفزيونية فرانس 24. تمتلك الشركة أيضًا حصة 12.5٪ في شبكة الأخبار والترفيه تي في 5 موند.

## روابط خارجية
- الموقع الرسمي